# タルレミ・エラ
タルレミ・エラ（たるれみ・えら）は、日本のバーチャルYouTuber、及びTwitchストリーマー。

## 概要
元viiins所属で、2024年2月3日にデビュー。YouTube・Twitch共に様々なゲーム実況の配信・投稿をしていたが、現在はオーバーウォッチ2とVALORANTをメインに活動している。
元所属事務所のviiinsがデビューから約2ヶ月後の2024年4月12日に解散になり、更に約3ヶ月後の2024年7月1日にNORTHEPTIONにストリーマー部門として所属した。2024年12月20日にNORTEHPTIONとの契約終了を発表したが、約1ヶ月後の2025年2月1日にVortexWolfのOW2 女子部門として所属した。しかし、その後3ヶ月弱でVortexWolfのOW2 女子部門はメンバー全員の脱退という形になった。
解散当時に解散記念カウントダウン配信を行ったり、NORTHEPTION加入記念のグッズとして事務所解散Tシャツを出したりするなど、本人自ら度々事務所解散を話題に上げている。

## 略歴
2024年2月3日、YouTubeで活動を開始。
2024年2月4日、Twitchで活動を開始。
2024年2月8日、チャンネル登録者数1000人達成。
2024年3月末、Twitchの収益化を開始。
2024年4月12日、元所属事務所のviiinsが解散。チャンネル登録者数5000人達成。
2024年5月、YouTubeの収益化を開始。
2024年7月1日、NORTHEPTIONのストリーマー部門に加入。
2024年12月20日、NORTHEPTIONとの契約終了を発表。
2025年1月13日、第5回 Crazy Raccoon Cup Overwatch2に出場。
2025年2月1日、VortexWolfのOW2 女子部門に加入。
2025年4月29日、VortexWolfのOW2 女子部門から脱退。